# Звенигородский концлагерь

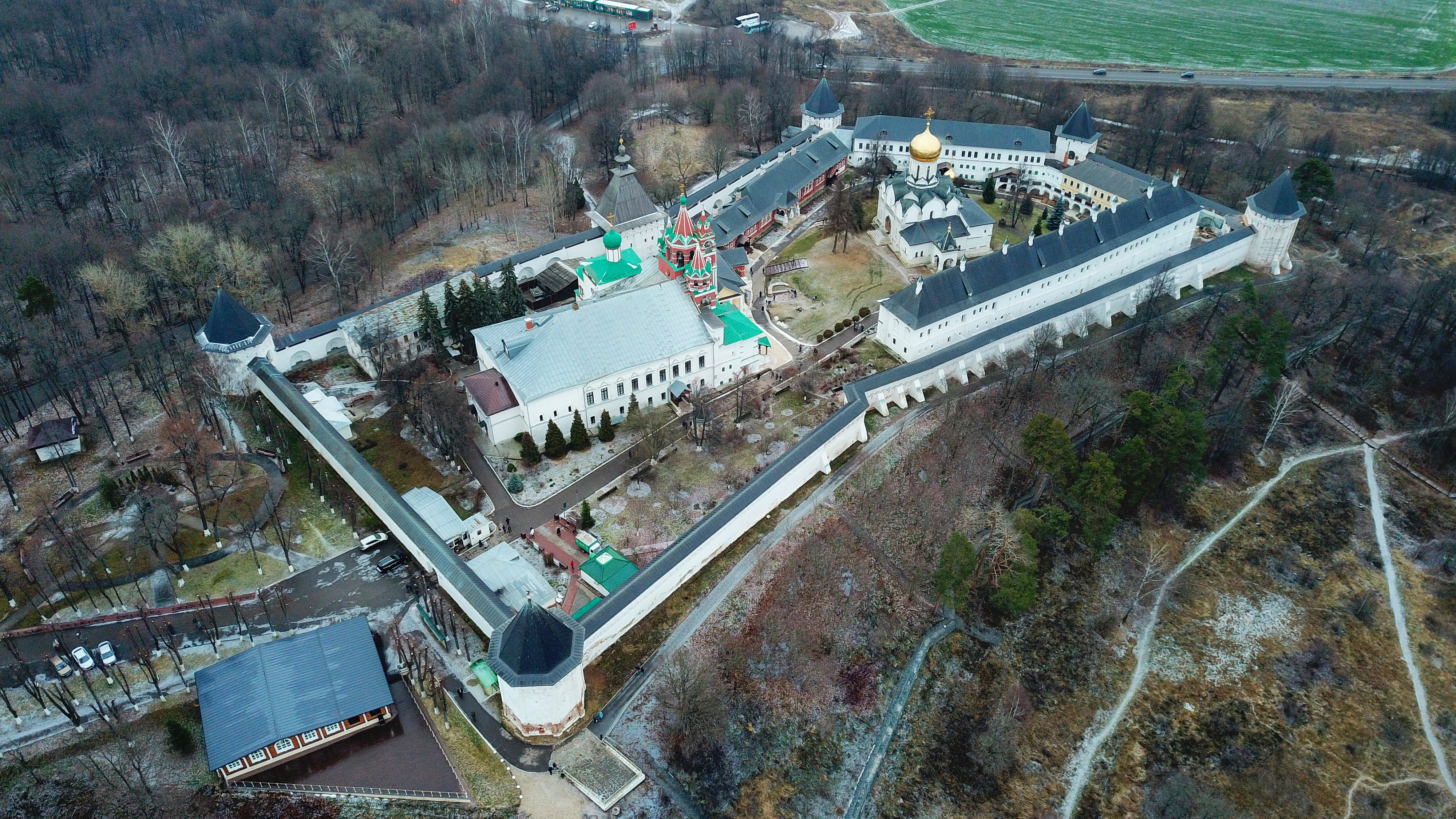
Местонахождение бывшего концлагеря в 2019 году

Звенигородский концентрационный лагерь (также Звенигородский лагерь принудработ) — советский концлагерь, созданный советской властью в 1919 году в Саввино-Сторожевском монастыре, в подмосковном Звенигороде.

## Расположение
Концлагерь был обустроен на территории захваченного большевиками монастыря.

## История
8 мая 1919 года на территории монастыря учреждён Звенигородский лагерь принудительных работ. 25 мая 1919 года в рамках этого учреждения был организован Лагерь-городок для дефективных несовершеннолетних, он же Концентрационный лагерь для малолетних преступников. Функционировал с начала августа 1919 года. В 1920 году — Звенигородский лагерь военнопленных поляков.

## Заключённые
В лагере содержались в заложниках дети тех, кого советский режим объявил «классовыми врагами». В частности, распоряжением от 10 сентября 1919 года первого заместителя начальника Особого отдела ВЧК И. П. Павлуновского в Звенигородский лагерь были отправлены арестованные дети сбежавшего из-под ареста генерала Н. Н. Стогова. Из лагеря к лету 1920 года сбежали 109 поляков, после чего оставшихся пленных распределили по другим лагерям.